# KG United
El KG United es un equipo de fútbol de Kirguistán que juega en la Segunda Liga de Kirguistán, la segunda liga de fútbol más importante del país.

## Historia
Fue fundado en el año 2012 en la capital Biskek con el nombre FC-96 Bishkek hasta que para la temporada 2013 cambiaron su nombre por el de FC Manas Talas. En el año 2015 cambiaron su nombre por el de KG United.
El club fue creado por la Federación de Fútbol de Kirguistán y es la selección sub-17 de Kirguistán, cuyo objetivo es preparar a los jugadores jóvenes para las eliminatorias menores rumbo a las copas de mundo. No han ganado títulos en su historia.